# Race Driver 2006
Race Driver 2006 es un videojuego de carreras desarrollado por Sumo Digital y publicado por Codemasters exclusivamente para PlayStation Portable. Es una versión ampliada de TOCA Race Driver 2.

## Características
- Con 15 eventos diferentes, que incluyen:
  - GT Sports Car Racing
  - Street Racing
  - Rally
  - DTM
  - V8 Supercars
  - Global GT Lights
  - Rally Cross
  - Formula Ford
  - Open Wheel Grand Prix
  - Classic Car Racing
  - Super Truck Racing
  - Stock Car Oval Racing
  - Ice Racing
  - Convertible Racing
  - Performance Cars
- 30 campeonatos mundiales diferentes
- Más de 50 coches y más de 60 circuitos
- El juego muestra hasta 21 autos corriendo en la pista simultáneamente
- Modo multijugador con la capacidad de competir con 12 jugadores simultáneamente

## Recepción
El juego tuvo una recepción positiva tras su lanzamiento. Tiene un puntaje de 81% y 81 de 100 de GameRankings y Metacritic.
Recibió los premios de IGN al mejor juego de carreras de PSP y a la mejor simulación de PSP de 2006.